# USS Lake Champlain (CG-57)
USS Lake Champlain (CG-57) je jedanaesta raketna krstarica klase Ticonderoga u službi američke ratne mornarice te treći brod koji nosi to ime.

## Vanjske poveznice
- lake-champlain.navy.mil  Arhivirana inačica izvorne stranice od 14. travnja 2009. (Wayback Machine)